# 徐水区
徐水区是河北省保定市下辖的一个市辖区。区政府驻安肃镇城内北大街。

## 历史沿革
西汉置北新城县；北魏改称新城县；北齐废置；隋重置遂城县；唐属易州；金升為遂州；明改安肃县。1914年因与甘肃省安肃道重名，改为徐水县，盖因境内有徐水流经而得名。1958年9月21日，容城、安新两县及定兴县南部29个村并入徐水县。1962年3月27日，徐水县恢复原建制。2015年5月，国务院批准撤销徐水县，设立徐水区。

## 行政区划
徐水区下辖10个镇、4个乡：
安肃镇、崔庄镇、大因镇、遂城镇、高林村镇、大王店镇、漕河镇、东史端镇、留村镇、正村镇、户木乡、瀑河乡、东釜山乡和义联庄乡。

## 人口
根據第七次人口普查數據，截至2020年11月1日零時，徐水區常住人口604275人。

## 交通
- 107国道过境。

京广高铁，京广铁路，京港澳高速，荣乌高速等过境

## 特色、特产
徐水的驴肉火烧远近闻名。刘伶醉酒有着900多年历史，因大诗人刘伶而得名。
大跃进中徐水县作为亩产放卫星先进县接待了毛泽东的视察。